# Béla Szenes
Béla Szenes (rodným jménem Samuel Schlesinger, maď. Szenes Béla; 18. ledna 1894 – 26. května 1927) byl maďarský spisovatel, novinář, dramatik a překladatel. Mimo jiné působil jako sloupkař v hlavním budapešťském deníku Pesti Hirlap. Jeho bratrem byl básník a překladatel Andor Szenes a jeho dcerou básnířka a bojovnice Chana Senešová (Szenes Hanna).
Jako dítě prodělal revmatickou horečku, v důsledku čehož měl nemocné srdce. Zemřel ve spánku ve třiatřiceti letech na srdeční infarkt. Je pohřben v Budapešti na židovském hřbitově v Kozmově ulici.

## Dílo
Do češtiny bylo z jeho děl přeloženo např.:
- Vaškův vítězný gól: sportovní románek. Překlad Helena Rýparová; ilustrace Ondřej Sekora. Praha: Jos. Hokr, 1935. 164 s.
- Spící lev. Fraška o jednom jednání. Překlad Viktor Messi. Praha: Universum, 192x. 12 s.[4]
- Spící muž. Veselohra ve třech jednáních. Překlad Václav Vyhnálek. 19xx.[5]

Ve 21. století se o znovuoživení zájmu o dílo Bély Szenese v českém prostředí zasloužil amatérský divadelní spolek Campanum, který úspěšně uvádí jeho komedii Spící lev.

## Fotogalerie

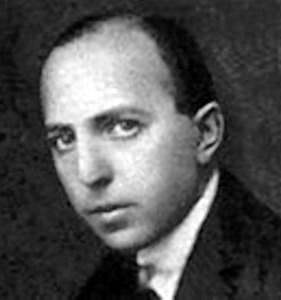
Béla Szenes
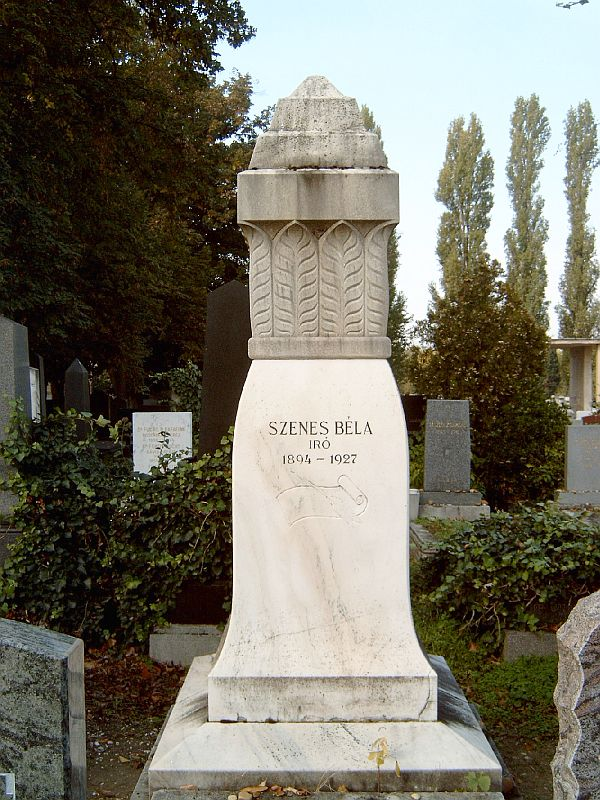
Hrob Bély Szenese